# The National Museum of Play
El National Museum of Play, antigament conegut com a Strong National Museum of Play, està ubicat a The Strong al municipi de Rochester (Nova York), EUA. Es va formar el 1969, inicialment es va fromar basant-se en la col·lecció personal de Margaret Woodbury Strong, tot i que el museu va obrir les portes al públic el 1982. Des de llavors, ha anat incrementant les seves col·leccions, formades per centenars d'objectes. El 1997 i el 2006 va tenir dues ampliacions destacades. El museu és actualment un dels cinc Play Partners of The Strong, que van crear el National Toy Hall of Fame, el International Center for the History of Electronic Games, i la Brian Sutton-Smith Library, així com els Arxius del Joc. També produeix la revista American Journal of Play.